# Střídač

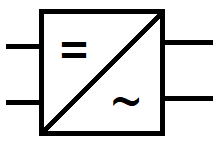
Schematická značka střídače

Střídač je druh elektrického měniče, který převádí stejnosměrné napětí resp. stejnosměrný proud na střídavé napětí resp. střídavý proud.

## Princip
Střídač si lze zjednodušeně představit jako sestavu spínačů, které střídavě připojují k zátěži kladný nebo záporný pól zdroje. Střídač může být napájen buď konstantním zdrojem napětí (napěťový střídač) nebo konstantním zdrojem proudu (proudový střídač). V dnešní době tvoří drtivou většinu napěťové střídače, takže toto rozlišení nebývá zpravidla nutné. Napěťový střídač je složen z vypínatelných polovodičových součástek, zejména IGBT tranzistorů, historicky také GTO tyristorů. Pro menší výkony lze použít také tranzistory MOSFET. V době, kdy vypínatelné součástky nedosahovaly potřebných výkonů, se rovněž používaly tyristory vybavené komutačními obvody (tyristorová regulace výkonu).
Střídač může pracovat také v obráceném režimu, kdy střídavý proud přeměňuje zpět na stejnosměrný. Toho se využívá např. v elektrických pohonech, kdy při brzdění (viz Elektrodynamická brzda) motor přeměňuje mechanickou energii na elektrickou a ta se přes střídač vrací zpět do zdroje (rekuperace). Kromě toho lze zapojení střídače využít pro pulsní usměrňovač, kdy se střídavá strana střídače zapojí do sítě a výstupem je stejnosměrné napětí. Výhodou tohoto zapojení je při vhodném řízení usměrňovače téměř harmonický průběh odebíraného proudu a účiník se tak blíží 1.

## Zapojení
Možnosti zapojení jsou analogické k zapojení usměrňovače. Napěťové střídače se skládají zpravidla z tranzistorů (viz výše), což je vyhovující pro čistě odporovou zátěž. Pokud je však v zátěži obsažena indukčnost (například asynchronní motor), musí být tranzistory chráněny před průrazem použitím zpětných diod. Díky těm je pak možný obrácený, tj. usměrňovačový  chod.

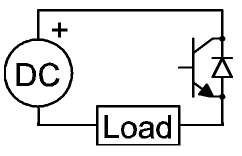
Jednofázový jednocestný
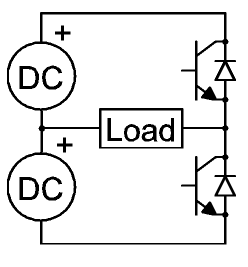
Jednofázový dvojcestný uzlový (půlmůstkový)
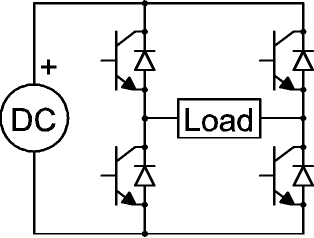
Jednofázový dvoucestný můstkový
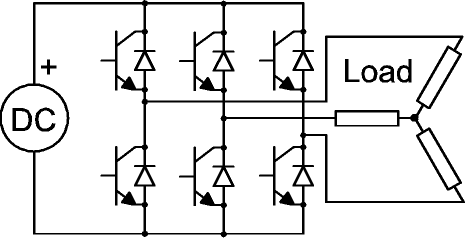
Třífázový můstkový

## Využití

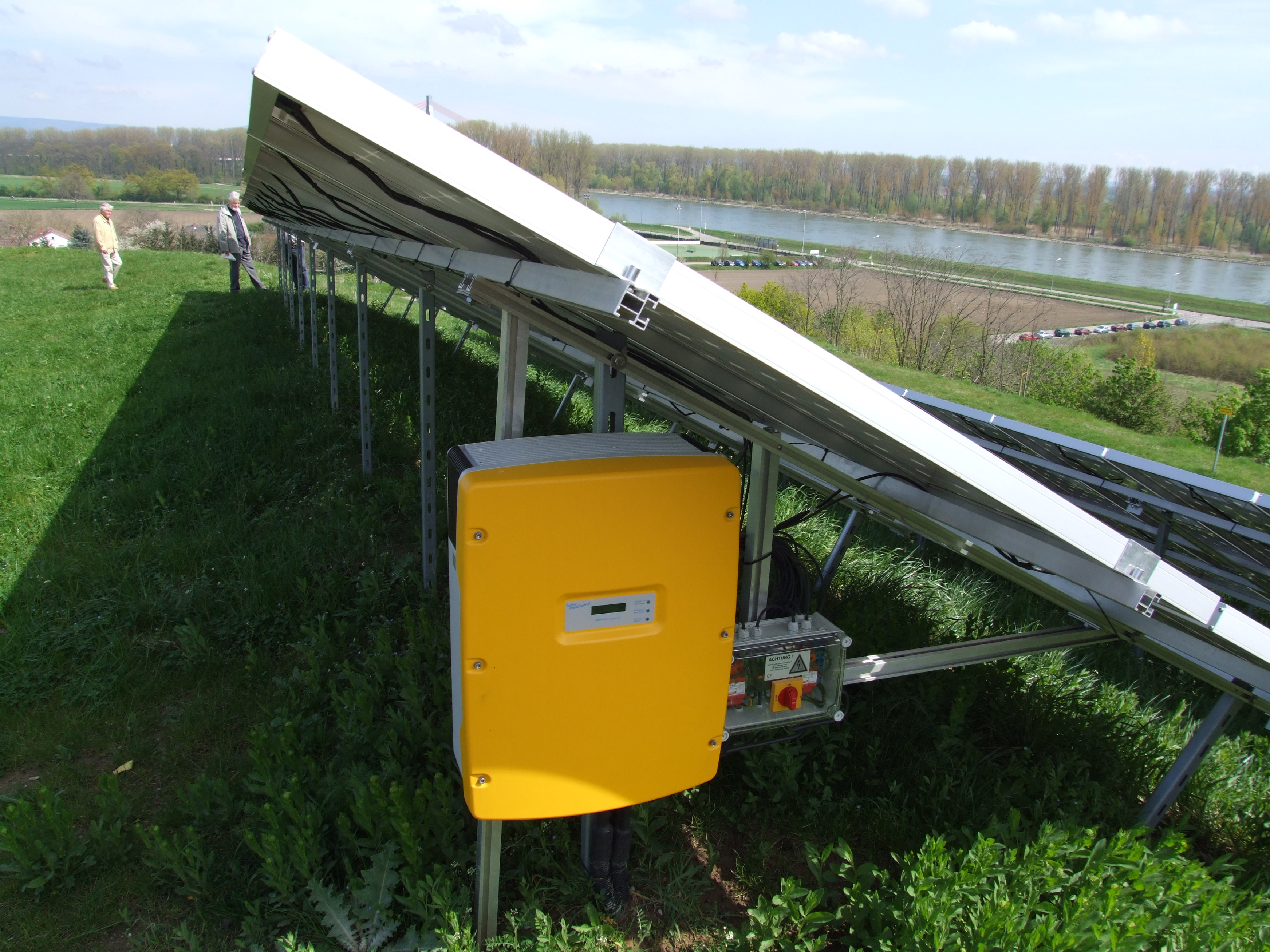
Měnič ve fotovoltaické elektrárně v německém Špýru

Střídače se využívají v různých aplikacích, mezi kterými lze uvést například například záložní zdroje UPS, které využívají akumulátoru, který je udržován v nabitém stavu. V případě výpadku síťového napájení pak pomocí střídače zásobuje střídavou síť energií, a to až do obnovení napětí, případně do svého vybití. Obdobné je použití střídačů ve vozech, karavanech nebo jachtách sloužící k získání střídavého napětí 230V z akumulátoru. Dalším příkladem mohou být fotovoltaické elektrárny, které využívají fotočlánky produkující stejnosměrný proud. Ten je pak prostřednictvím střídače dodáván do střídavé distribuční sítě. Tyto střídače se pak člení na symetrické a asymetrické. Rozdíl spočívá v tom, že symetrický měnič rozděluje energii rovnoměrně mezi všechny tři fáze, zatímco asymetrický pracuje podle potřeby. Nejvýznamnější je však využití střídačů jako koncových stupňů nepřímých frekvenčních měničů, které tvoří jádro moderních elektrických pohonů. 